# بایکونور
بایکونور (به قزاقی: Байқоңыр، بايقوڭىر) شهری در استان قیزیل‌اوردا کشور قزاقستان است که در سرشماری سال ۲۰۰۸ میلادی، ۵۹۴۵۲ نفر جمعیت داشته‌است و از سال ۱۹۶۹ میلادی به‌عنوان شهر شناخته می‌شده‌است.
نام بای‌کونور (بایقوڭیر) به معنای «[خاک] قهوه‌ای حاصل‌خیز» است. شهر بایکونور اصلی یک شهر معدنکاری در چندصد کیلومتری شمال شرقی بایکونور فعلی بود. با شروع برنامه وستوک-۱ در آوریل ۱۹۶۱، محل پرتاب موشک، پایگاه فضایی بایکونور نام گرفت تا باعث گمراهی شود و محل اصلی پرتاب را سری نگه دارد. شهری که در کنار پایگاه موشکی ایجاد شده بود، ابتدا لنینسک (Leninsk) نامیده می‌شد، اما در سال ۱۹۹۵، بوریس یلتسین نام این شهر را به بایکونور تغییر داد.